# Niezależni sportowcy olimpijscy na Letnich Igrzyskach Olimpijskich 2012
Niezależni sportowcy olimpijscy na Letnich Igrzyskach Olimpijskich 2012 – drużyna składająca się z czterech sportowców: trzech mężczyzn i jednej kobiety podczas igrzysk, które rozgrywano w brytyjskim Londynie. Nie zdobyli oni żadnego medalu. Uczestniczyli w 4 spośród 26 rozgrywanych dyscyplin. Chorążym ekipy była amerykańska piłkarka Brooklyn Kerlin, która nie brała udziału sportowego w igrzyskach. W skład drużyny weszło trzech zawodników z byłych Antyli Holenderskich (wszyscy z nich to mieszkańcy Curaçao) i 1 z Sudanu Południowego. Początkowo sportowcy z Kuwejtu mieli także uczestniczyć w igrzyskach jako niezależni sportowcy olimpijscy. Najmłodszą przedstawicielką Curaçao była Philipine van Aanholt, która w dniu rozpoczęcia igrzysk miała dwadzieścia lat i sześćdziesiąt sześć dni, zaś najstarszym z Curaçao był Reginald de Windt, który miał dwadzieścia osiem lat i dwieście czterdzieści pięć dni. Jedyny przedstawiciel Sudanu Południowego miał dwadzieścia osiem lat i sto dwa dni. Wszyscy niezależni olimpijczycy zadebiutowali na igrzyskach.
Był to trzeci występ niezależnych sportowców olimpijskich na igrzyskach olimpijskich. Poprzednio startowali w 1992, na igrzyskach w Barcelonie i na igrzyskach w Sydney w 2000 roku. Najlepszym dotychczasowym wynikiem niezależnych olimpijczyków był start sportowców z Federalnej Republiki Jugosławii i Macedonii w 1992. Zdobyli wtedy trzy medale (wszystkie w strzelectwie) – srebrny Jasny Šekarić i dwa brązowe Aranki Binder i Stevana Pletikosicia. Zajęli wtedy czterdziestą czwartą pozycję w klasyfikacji medalowej.
Najlepszymi wynikami osiągniętymi przez ekipę niezależnych sportowców olimpijskich na igrzyskach w 2012 było ósme miejsce w biegu półfinałowym na 400 metrów Liemarvina Bonevacii i siedemnasta pozycja Reginalda de Windta w turnieju judoków w konkurencji do 81 kg.

## Tło startu

### Antyle Holenderskie
10 października 2010 Antyle Holenderskie w wyniku referendum rozpadły się na 5 osobnych terytoriów. Na 123 sesji MKOl organizacja ta wycofała uznanie dla narodowego komitetu olimpijskiego Antyli Holenderskich. Do igrzysk w Londynie nie zostały utworzone narodowe komitety olimpijskie nowo powstałych krajów. MKOl wprowadził tymczasową strukturę, która miała za zadanie koordynację występu na londyńskich igrzyskach sportowców z byłych Antyli Holenderskich.

### Sudan Południowy
Sudan Południowy w wyniku przeprowadzonego referendum uzyskał niepodległość 9 lipca 2011. W państwie tym do dnia rozpoczęcia zmagań olimpijskich nie powstał jeszcze narodowy komitet olimpijski. Międzynarodowy Komitet Olimpijski podobnie jak w przypadku olimpijczyków z Antyli Holenderskich dał możliwość startu jedynemu zakwalifikowanemu przedstawicielowi Sudanu Południowego, czyli maratończykowi Guorowi Marialowi.

### Kuwejt
Pod flagą olimpijską mieli konkurować także sportowcy z Kuwejtu, ponieważ MKOl 24 maja zawiesił Kuwejcki Komitet Olimpijski na okres dwóch lat. 14 lipca MKOl wycofał jednak zawieszenie i sportowcy z Kuwejtu mogli rywalizować pod własną flagą.

## Statystyki według dyscyplin
| Lp.     | Sport         | Mężczyźni | Kobiety |
| ------- | ------------- | --------- | ------- |
| 1.      | Judo          | 1         | 0       |
| 2.      | Lekkoatletyka | 2         | 0       |
| 3.      | Żeglarstwo    | 0         | 1       |
| Łącznie | Łącznie       | 3         | 1       |

## Wyniki niezależnych sportowców olimpijskich

### Judo
Jedynym niezależnym judoką był przedstawiciel Curaçao Reginald de Windt. Najlepsi awansowali dzięki zajmowanej przez nich pozycji w rankingu (de Windt był sklasyfikowany w rankingu na 210. miejscu, tak więc nie mógł się zakwalifikować w ten sposób). Jednym z turniejów kwalifikacyjnych do igrzysk w Londynie były rozgrywane tego samego roku Mistrzostwa Panamerykańskie w kanadyjskim mieście Montreal. De Windt zajął w nich siódme miejsce, jednak z tych mistrzostw tylko dwóch judoków zdołało się zakwalifikować do igrzysk – Omar Simmonds Pea z Panamy oraz wspomniany de Windt, ponieważ każdy kraj mógł wystawić tylko jednego zawodnika z tych eliminacji w danej konkurencji w judo.
W Londynie startował w kategorii wagowej do 81 kilogramów. Zmagania zaczął od drugie rundy, czyli od 1/16 finału. Zawody tej rundy rozpoczęły się we wtorek 31 lipca. De Windt stanął do pojedynku w piętnastym pojedynku. Jego przeciwnikiem był reprezentant Rosji, Iwan Nifontow, z którym przegrał 0,0,0,4-1,0,0,0 odpadając tym samym z rywalizacji o medale. W tej konkurencji zwyciężył Koreańczyk Kim Jae-bum. De Windt został sklasyfikowany na 17. pozycji ex aequo z zawodnikami, którzy odpadli w tej samej rundzie.
| Zawodnik          | Konkurencja | 1/32             | 1/16                            | 1/8              | Ćwierćfinał      | Półfinał         | Repesaże         | O 3. miejsce     | Finał            | Finał   |
| Zawodnik          | Konkurencja | Przeciwnik Wynik | Przeciwnik Wynik                | Przeciwnik Wynik | Przeciwnik Wynik | Przeciwnik Wynik | Przeciwnik Wynik | Przeciwnik Wynik | Przeciwnik Wynik | Pozycja |
| ----------------- | ----------- | ---------------- | ------------------------------- | ---------------- | ---------------- | ---------------- | ---------------- | ---------------- | ---------------- | ------- |
| Reginald de Windt | - 81 kg     | BYE              | Iwan Nifontow P 0,0,0,4-1,0,0,0 | NQ               | NQ               | NQ               | NQ               | NQ               | NQ               | 17.     |

### Lekkoatletyka

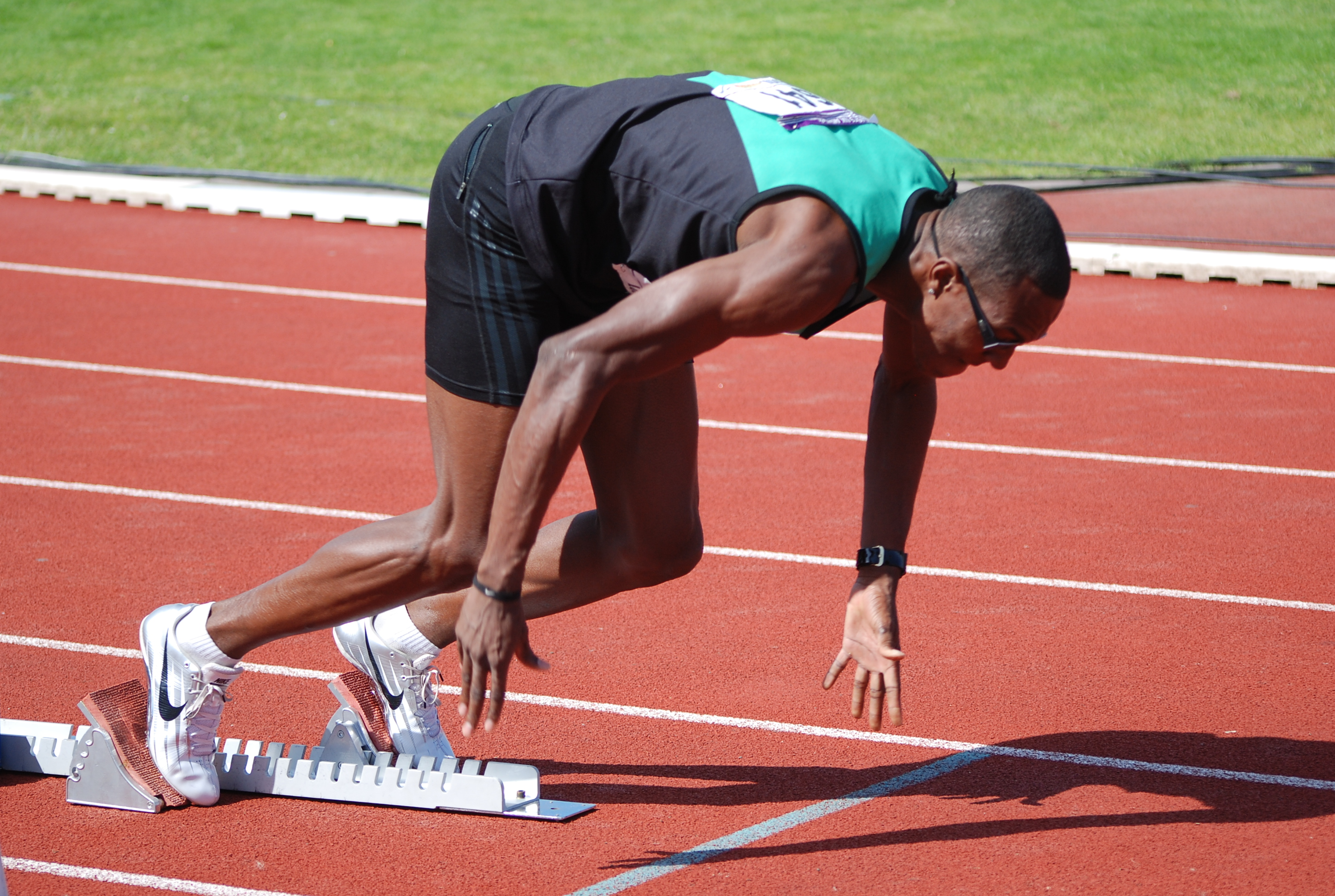
Lekkoatleta z Curaçao – Liemarvin Bonevacia

Podczas letnich igrzysk olimpijskich w Londynie wystąpiło dwóch niezależnych sportowców olimpijskich. Był nim pochodzący z Curaçao lekkoatleta specjalizujący się w biegu na 400 metrów Liemarvin Bonevacia i południowosudański maratończyk Guor Marial.
Minimum kwalifikacyjne jakie musiał wypełnić zawodnik startujący w biegu na 400 m był czas poniżej 45,30 (minimum A) lub 45,90 (minimum B). Wynik ten zawodnik musiał uzyskać pomiędzy 1 maja 2011 a 8 lipca 2012. Bonevacia wypełnił minimum B 28 kwietnia 2012 roku podczas Gran Prix Internacional Ximena Restrepo w Medellín (Kolumbia) w którym pobiegł z czasem 45,77.
4 sierpnia odbyła się rudna eliminacyjna biegu na 400 m mężczyzn. Liemarvin Bonevacia pobiegł w grupie drugiej, w której z czasem 45,60 (nowy rekord życiowy) zajął trzecie miejsce i tym samym zakwalifikował się do półfinału. Wystartował w trzecim biegu półfinałowym, w którym doznał kontuzji i przy aplauzie publiczności dobiegł do mety z czasem 1:36,42. Zajął ostatnie ósme miejsce i nie awansował do finału. Rywalizację w tej konkurencji wygrał reprezentant Grenady Kirani James.
| Zawodnik            | Konkurencja | Eliminacje | Eliminacje | Półfinał | Półfinał | Finał | Finał   |
| Zawodnik            | Konkurencja | Wynik      | Miejsce    | Wynik    | Miejsce  | Wynik | Miejsce |
| ------------------- | ----------- | ---------- | ---------- | -------- | -------- | ----- | ------- |
| Liemarvin Bonevacia | 400 m       | 45,60      | 3.         | 1:36,42  | 8.       | NQ    | NQ      |

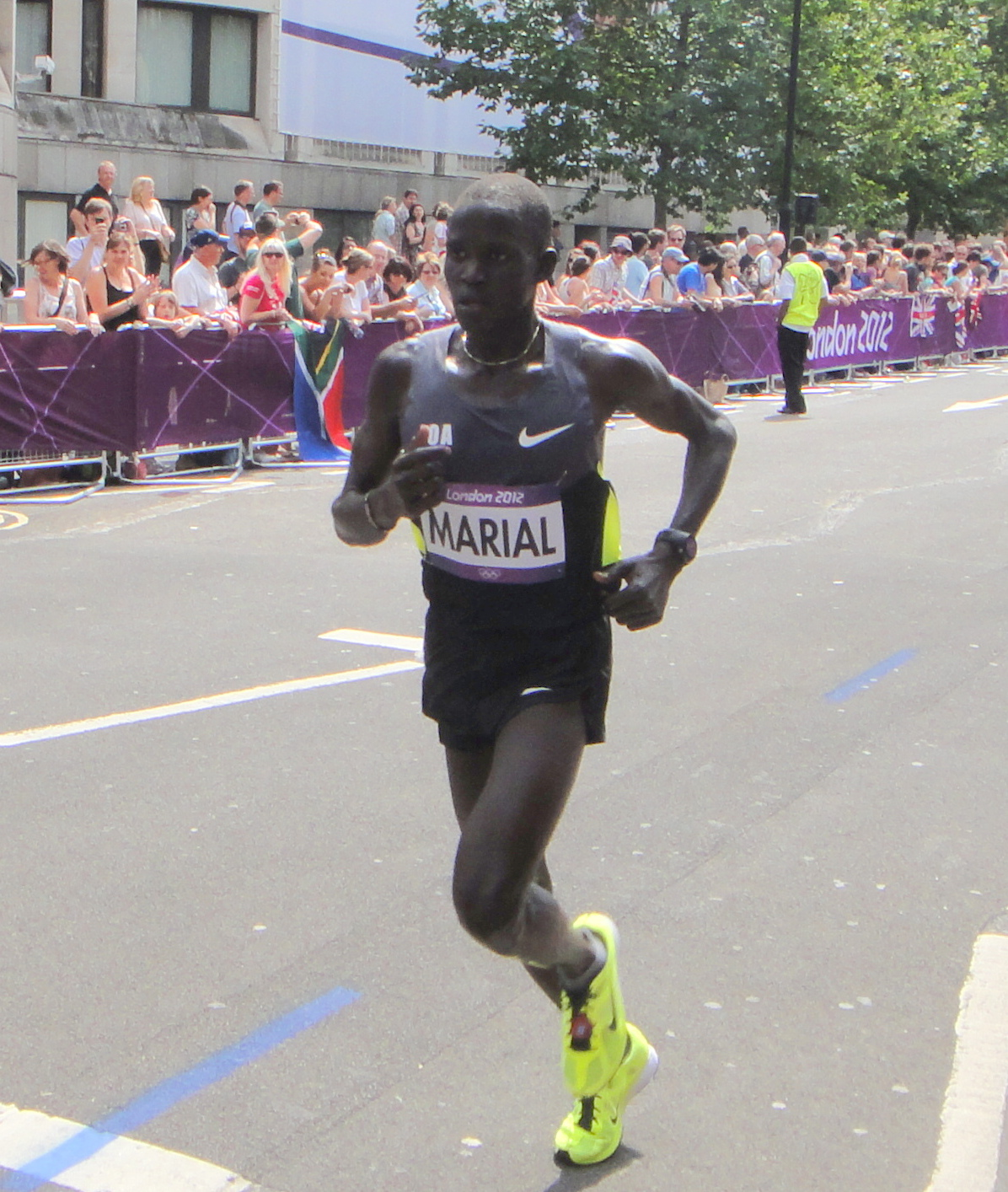
Maratończyk z Sudanu Południowego – Guor Marial

W maratonie minimum kwalifikacyjne jakie musiał wypełnić zawodnik to czas poniżej 2:15:00 (minimum A) lub 2:18:00 (minimum B). Wynik ten zawodnik musiał uzyskać pomiędzy 1 maja 2011 a 8 lipca 2012. Marial wypełnił minimum A 2 października 2011 podczas maratonu w Saint Paul (Minnesota, Stany Zjednoczone) uzyskując czas 2:14:32.
12 sierpnia odbył się maraton mężczyzn. Do rywalizacji przystąpiło 105 zawodników, spośród których bieg ukończyło 85. Południowosudańczyk Guor Marial z czasem 2:19:32 zajął 47. miejsce tracąc do zwycięzcy Stephen'a Kiprotich'a, który reprezentował Ugandę 11 minut i 31 sekund.
| L.p. | zawodnik    | pomiar czasu (miejsce) na | pomiar czasu (miejsce) na | pomiar czasu (miejsce) na | pomiar czasu (miejsce) na | pomiar czasu (miejsce) na | pomiar czasu (miejsce) na | pomiar czasu (miejsce) na | pomiar czasu (miejsce) na | pomiar czasu (miejsce) na | rezultat | strata |
| L.p. | zawodnik    | 5 km                      | 10 km                     | 15 km                     | 20 km                     | ½ trasy                   | 25 km                     | 30 km                     | 35 km                     | 40 km                     | rezultat | strata |
| ---- | ----------- | ------------------------- | ------------------------- | ------------------------- | ------------------------- | ------------------------- | ------------------------- | ------------------------- | ------------------------- | ------------------------- | -------- | ------ |
| 47.  | Guor Marial | 15:27 (29.)               | 30:49 (35.)               | 46:28 (41.)               | 1:03:11 (54.)             | 1:06:55 (56.)             | 1:20:11 (59.)             | 1:37:12 (59.)             | 1:54:40 (57.)             | 2:12:03 (51.)             | 2:19:32  | +11:31 |

### Żeglarstwo
W żeglarstwie jedyną niezależną olimpijką była Philipine van Aanholt. Aby jednak wystąpić na igrzyskach musiała zająć przynajmniej 29. miejsce na Mistrzostwach Świata w Żeglarstwie 2011 lub być w dziewiątce najlepszych niezakwalifikowanych zawodniczek z MŚ na Mistrzostwa Świata 2012 dla klasy Laser Radial. Na Mistrzostwach Świata w Żeglarstwie 2011 odbywających się w Perth (Australia) zajęła 83. miejsce co nie dawało jej kwalifikacji olimpijskiej. W Boltenhagen (Niemcy), gdzie odbywały się Mistrzostwa Świata 2012 dla klasy Laser Radial zajęła 37., które dawało jej miejsce na igrzyskach, ponieważ większość wyżej notowanych zawodniczek miała już zapewniony start poprzez MŚ.
30 lipca rozpoczęła zmagania w konkursie olimpijskim w Weymouth. Choć wcześniej van Aanholt reprezentowała Antyle Holenderskie, podczas igrzysk w Londynie występowała jako niezależny olimpijczyk. Van Aanholt mogła wybrać starty jako reprezentantka Holandii, jednak odrzuciła taką możliwość zarówno ze względów patriotycznych, jak i sportowych (wyższe wymogi kwalifikacyjne). W regatach olimpijskich zajęła 36. miejsce na 41 zawodniczek. Najlepszy wynik osiągnęła w siódmym wyścigu, w którym była 16. Rywalizację w tej konkurencji wygrała Chinka Xu Lijia.
| Miejsce | Zawodnik              | Wyścig | Wyścig | Wyścig | Wyścig | Wyścig | Wyścig | Wyścig | Wyścig | Wyścig | Wyścig | Wyścig | Punkty | Punkty |
| Miejsce | Zawodnik              | 1      | 2      | 3      | 4      | 5      | 6      | 7      | 8      | 9      | 10     | M      | Tot    | Net    |
| ------- | --------------------- | ------ | ------ | ------ | ------ | ------ | ------ | ------ | ------ | ------ | ------ | ------ | ------ | ------ |
| 36.     | Philipine van Aanholt | 36.    | 38.    | 38.    | 29.    | 33.    | 37.    | 16.    | 27.    | 42.    | 37.    | NQ     | 333    | 291    |